# Herbert Dorfmann
Herbert Dorfmann (ur. 4 marca 1969 w Brixen) – włoski polityk, jeden z liderów niemieckojęzycznej mniejszości we Włoszech, eurodeputowany VII, VIII, IX i X kadencji.

## Życiorys
Z wykształcenia agronom, uzyskał doktorat. Pracował w izbie handlowej, objął stanowisko dyrektora południowotyrolskiej organizacji rolniczej. Pełni funkcję sekretarza generalnego Zgromadzenia Europejskich Regionów Winiarskich (AREV). Był też burmistrzem swojego rodzinnego miasta Velturno.
Należy do Południowotyrolskiej Partii Ludowej. W 2009 został kandydatem tego ugrupowania w wyborach do Parlamentu Europejskiego. Jako lider listy wyborczej zastąpił trzykrotnego europosła Michla Ebnera. Mandat deputowanego do PE uzyskał dzięki uzyskaniu otrzymaniu liczby głosów i porozumieniu SVP z Partią Demokratyczną. W 2014 tożsamy sojusz zapewnił mu europarlamentarną reelekcję. W 2019 i 2024 był wybierany na kolejne kadencję PE; tym razem SVP blokowała swoje listy z Forza Italia.